# ماثيو هيلتون (مصمم أثاث)
ماثيو هيلتون (بالإنجليزية: Matthew Hilton)‏ هو مصمم أثاث ‏ بريطاني، ولد في 1957 في هيستينغز في المملكة المتحدة.